# 곤들매기
곤들매기(Salvelinus malma, 영어: Dolly Varden trout)는 연어과에 속하는 어류의 일종으로, 특히 아시아와 북아메리카 지역의 냉대 기후에서 많은 수가 서식한다. 민물고기로 분류되지만 연어·송어와 같이 바다에서 성장한 후 강으로 돌아와 산란을 하는 소하성(遡河性) 어종이다. 일부 개체는 호수나 강에서 한살이를 마치기도 한다.

## 특징
몸길이 20cm 내외이고 몸은 넙적하며 앞뒤로 길다. 외양은 송어와 비슷하나 더 작다. 등은 황갈색, 배는 은백색이며, 누릿한 점이 산재해 있다. 수생곤충, 소형 어종, 갑각류 등을 탐식한다. 산란기는 가을이다.

## 분포
한국과 일본에 사는 곤들매기는 순수한 민물고기이지만 사할린과 캄차카반도에 사는 곤들매기는 생애의 대부분을 바다에서 보내고 산란기에 하천으로 되돌아온다. 봄에서 가을에 하천의 자갈 사이에 알을 낳는데, 연어처럼 산란이 끝나면 암수 모두 곧 죽는다. 주로 강바닥에 사는 곤충을 잡아먹고 산다. 우리나라에는 북부의 동해와 황해로 흐르는 하천에서 잡힌다. 한국을 포함한 전 세계에 고루 분포한다.

## 아종
- 고려산천어 (S. m. coreanus) (Kim, 1985) : 조선민주주의인민공화국 압록강 유역에 분포하며, 별도의 아종인지 아닌지는 불분명하다.
- 남방곤들매기 (S. m. lordi) (Günther, 1866) : 북아메리카의 태평양 유역에 분포한다.[1][2]
- 미야베곤들매기 (S. m. miyabei) (Oshima, 1938) : 일본 홋카이도의 시카리베츠코 호수(然別湖)에 분포한다.[3]
- 북방곤들매기 (S. m. malma) (Walbaum, 1792) : 북아메리카의 북극해 유역과[1][2], 러시아 주변 해역의 북부인 태평양에서부터 캄차카반도에 이르는 영역에 분포한다.
- 아시아곤들매기 (S. m. krascheninnikova 또는 S. curilus) (Taranez, 1933) : 러시아 주변 해역의 남부에 분포한다.
- 천지산천어 (S. m. chonjiensis) (Kim, 1960) : 조선민주주의인민공화국 백두산 천지에 분포하며, 별도의 아종인지 아닌지는 불분명하다.